# جواد هيئت
جواد هيئت ( (بالأذرية: Cavad Heyət)‏  ، Һавад Һејәт؛ (بالفارسية: جواد هیئت) ، 25 مايو 1925 - 12 أغسطس 2014)  هو طبيب جراح وكاتب وصحفي إيراني أذربيجاني ومؤسس مجلة فارليك.  